# Eugeni-Jesús Pérez-Moreno i Pallarés
Eugeni Jesús Pérez-Moreno i Pallarès (Barcelona, 18 de juliol de 1952) és un advocat i polític català.

## Biografia
Llicenciat en dret per la Universitat de Barcelona el 1975, ha treballat com a agent de la propietat immobiliària. És membre dels Col·legis d'Advocats de Barcelona, de Mataró i de Terrassa.
Alhora, ha estat secretari general i president de la Unió de Joves i conseller d'Unió Democràtica de Catalunya. Ha estat elegit diputat a les eleccions al Parlament de Catalunya de 1984, 1988 i 1992 per Convergència i Unió. En el Parlament de Catalunya ha estat vicepresident de la Comissió d'Investigació sobre els Maltractaments Infligits als Menors (1986-1987), Secretari de la Comissió d'Investigació sobre els Jocs Gestionats per l'Entitat Autònoma de Jocs i Apostes (1987), vicepresident de la Comissió de Control Parlamentari de la Corporació Catalana de Ràdio i Televisió i de les empreses filials (1988-1992), i president de la Comissió del Procés d'Integració de Catalunya a la Unió Europea (1992). A les eleccions municipals de 1991 fou escollit regidor de CiU a l'ajuntament de Sant Cugat del Vallès.